# Falsischnolea pallidipennis
Falsischnolea pallidipennis är en skalbaggsart som först beskrevs av Louis Alexandre Auguste Chevrolat 1861.  Falsischnolea pallidipennis ingår i släktet Falsischnolea och familjen långhorningar. Inga underarter finns listade i Catalogue of Life.